# Шабиев, Салават Галиевич
Салават Галиевич Шабиев (11 мая 1948, д. Новокочкильдино, Аскинский район, Башкирская АССР, СССР) — советский и российский учёный, доктор архитектуры (1994), профессор (1994). Действительный член Международной академии науковедения (1997), член-корреспондент Международной академии архитектуры стран Востока (1999), советник РААСН (1999), член Союза архитекторов России (1977).

## Биография
Родился 11 мая 1948 года в деревне Новокочкильдино Аскинского района Башкирской АССР. Поступил учиться в Свердловский архитектурный институт, закончив его в 1974 году, после чего направлен в Уфу, где в течение 5 лет занимался проектной деятельностью — архитектор института «Башкиргражданпроект», с 1978 года руководитель группы Уфимской зональной мастерской института «Союзспортпроект».
В 1979—1982 годах учился в аспирантуре свердловского института «УралпромстройНИИпроект». В 1984 году в Московском архитектурном институте защитил диссертацию на соискание научной степени кандидата архитектуры на тему «Формирование архитектурной композиции объектов с высокомеханизированным проточным производством: на примере прокатных и трубных цехов», в 1993 году — докторскую диссертацию на тему «Архитектурно-экологическое формирование предприятий металлургии и машиностроения Урала».
В 1985—1986 годах в Уфе занимал пост заместителя председателя Госстроя Башкирской АССР. В 1987 году приглашён преподавать в Челябинск на архитектурный факультет ЮУрГУ на должность заведующего кафедрой архитектуры, с 2002 года — декан факультета. С 1999 года — советник Российской академии архитектуры и строительных наук.

## Научная деятельность
Сфера научных интересов — экологическая архитектура. Основатель Южно-Уральской региональной школы архитектуры. Автор и соавтор свыше 30 проектов, среди которых:
- планировка жилых районов г. Учалы (1975);
- планировка здания Уфимского филиала Российского заочного института текстильной и лёгкой промышленности (1977; ныне химико-технологический факультет БГУ);
- планировка здания Башкирского республиканского управления статистики (1989; ныне Федеральная служба гос. статистики по РБ, Уфа);
- Дворец культуры нефтяников в г. Уфе[5].

Научный руководитель 2 кандидатов архитектуры. Руководит аспирантурой и магистратурой по направлению «Архитектура». Ответственный редактор международного электронного научного журнала «Архитектура, градостроительство и дизайн».

## Признание и награды
- Почётная грамота губернатора Челябинской области (1998)
- Заслуженный архитектор Республики Башкортостан (1998)
- Почётный работник высшего профессионального образования РФ (2002)
- Медаль ордена «За заслуги перед Отечеством II степени» (2007)
- Занесён в Книгу Почета ЮУрГУ (2008)[1]
- Благодарность Законодательного собрания Челябинской области (2008)
- Почётная грамота губернатора Челябинской области (2008)
- Почётный архитектор России (2009)
- Заслуженный работник высшей школы Российской Федерации (27 июня 2023) — за заслуги в научно-педагогической деятельности, подготовке квалифицированных специалистов и многолетнюю добросовестную работу[6].